# Doli Akhter
 (mars 2025).
Si vous disposez d'ouvrages ou d'articles de référence ou si vous connaissez des sites web de qualité traitant du thème abordé ici, merci de compléter l'article en donnant les références utiles à sa vérifiabilité et en les liant à la section « Notes et références ».
Doli Akhter (en Bengali ডলি আক্তার, née le 15 janvier 1986)  est une nageuse olympique du Bangladesh.
Elle a nagé pour le Bangladesh aux Jeux olympiques de 2000, 2004 et 2008. À ces trois occasions, elle a bénéficé d'une wild card.
Elle a participé au 100 m brasse à Sydney (2000), où elle a été disqualifiée. À Athènes (2004), elle a participé au 50 m nage libre. Elle a remporté sa série avec un temps de 30s72. Ce n'était pas suffisant pour lui permettre de passer au tour suivant. Elle termine avec le 61ème temps.
Doli Akhter a remporté une médaille d'argent dans l'épreuve du 200 m brasse aux Jeux d'Asie du Sud à Islamabad en 2004.
Elle est la seule athlète du Bangladesh aux Championnats du monde 2009 (juillet 2009).